# 塞基希
塞基希是德国巴登-符腾堡州的一个市镇。总面积5.77平方公里，总人口286人，其中男性136人，女性150人（2011年12月31日），人口密度50人/平方公里。